# Фосфазени

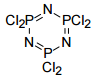
Фосфазени.

Фосфазени (англ. phosphazenes, рос. фосфазены) — циклічні або лінійні сполуки азоту й фосфору спільної формули (–>P=N–)n, які містять фосфор-азотні подвійні зв‘язки, тобто похідні H3P=NH та HP=NH. Пр., полі(діетоксифосфазен), триазатрифосфорини, поліфосфонілтрилхлориди (–PCl2=N–)n та ін. Найвідоміші хлорофосфазени (структура плоского шестикутника), які утворюють численні похідні при заміщенні хлору. Отримуються за реакцією nPCl5 + nNH4Cl → (N≡PCl2)n + 4nHCl.